# 観蔵院 (大田区)
観蔵院（かんぞういん）は、東京都大田区にある真言宗智山派の寺院。

## 概要
創建年代は不明であるが、光明寺が真言宗寺院だった頃の開山といわれており、「正善寺」と呼ばれていた。その後戦国時代末期に宥忠が中興した。
江戸時代、三河国の鳳来寺から勧請した薬師如来像は「峯の薬師」と呼ばれ、崇敬の念を集めていた。
明治時代の廃仏毀釈で廃寺となったが、1922年（大正11年）羽田にあった廃寺「観蔵院」の再興という体裁で再興された。

## 文化財
- 薬師如来坐像 - 大田区指定有形文化財（彫刻）[2]

## 交通アクセス
- 久が原駅より徒歩7分。

## 関連文献
- 「嶺村 正善寺」『新編武蔵風土記稿』 巻ノ44荏原郡ノ6、内務省地理局、1884年6月。NDLJP:763981/64。